# Митхамайн
Митхамайн (бенг. মিটামইন, англ. Mithamain) — город на востоке Бангладеш, административный центр одноимённого подокруга. Площадь города равна 9,15 км². По данным переписи 2001 года, в городе проживало 9094 человека, из которых мужчины составляли 54,06 %, женщины — соответственно 45,94 %. Уровень грамотности населения составлял 24,2 % (при среднем по Бангладеш показателе 43,1 %). 